# Cantón de Beaune-Sur
El cantón de Beaune-Sur era una división administrativa francesa, que estaba situada en el departamento de Côte-d'Or y la región de Borgoña.

## Composición
El cantón estaba formado por dieciséis comunas, más una fracción de la comuna que le daba su nombre:
- Beaune (fracción)
- Bligny-lès-Beaune
- Chevigny-en-Valière
- Chorey-les-Beaune
- Combertault
- Corcelles-les-Arts
- Ébaty
- Ladoix-Serrigny
- Levernois
- Marigny-lès-Reullée
- Merceuil
- Meursanges
- Montagny-lès-Beaune
- Ruffey-lès-Beaune
- Sainte-Marie-la-Blanche
- Tailly
- Vignoles

## Supresión del cantón de Beaune-Sur
En aplicación del Decreto nº 2014-175 de 18 de febrero de 2014, el cantón de Beaune-Sur fue suprimido el 22 de marzo de 2015 y sus 17 comunas pasaron a formar parte; dieciséis del nuevo cantón de Ladoix-Serrigny y la fracción del cantón que le daba su nombre se sumó a la otra fracción para formar el nuevo cantón de Beaune.